# اونیکوو (استان اشوی‌داشکسیه)
اونیکوو (به لهستانی: Uników) یک منطقهٔ مسکونی در لهستان است که در گمینا پینگچوف واقع شده‌است.